# Barthélemy du Drac
Barthélémy du Drac, ou du Drach suivant l'orthographe du temps, est né en Picardie en 1320 et mort à Paris en 1365. Fils d'Armand du Drac dit Le Drac de Châteauneuf, il est toutefois considéré comme le fondateur de la famille du Drac, dont les armes sont : « D'or, au dragon de sinople couronné et lampassé de gueules ». 

## Biographie
Il portait les titres de chevalier et de chambellan du roi Philippe de Valois. Il devint ensuite trésorier des guerres du roi avec le titre de « lieutenant du roi sur les frontières de Flandre et de Hainaut » ou celui de « capitaine pour le roi aux parties de Picardie, de Boulogne et de Calais ». En 1340, il remplissait la même fonction à l'ost de Bovines et l'exerçait encore en 1350 sous Jean le bon. 
Le détail de ses comptes qui nous sont parvenus a été utilisé par de nombreux historiens tels Charles du Fresne, le père Anselme, dans sa monumentale Histoire généalogique et chronologique de la maison royale de France pour justifier de la noblesse de certaines familles, ou par d'autres pour établir des faits historiques : « Dans les comptes de Jean le Mire, de Barthélemy du Drach, de Jean de Cange, de Jean le Mercier, d'Etienne de Bracque et autres trésoriers des guerres, on trouve de ces écuyers Bannerets au service du Roy avec leur suite. ».
C'est dans un de ses comptes que l'on relève, en date de 1338, la première trace de l'usage de la poudre à canon en France au siège de Puy-Guillaume : « À Henri de Faumechont, pour avoir poudres et autres choses nécessaires aux canons qui étoient devant Puy-Guillaume
,. »
Barthélémy du Drac mourut à Paris le 12 mai 1365. Il fut inhumé en l'église du Saint-Sépulcre de Paris. Son épitaphe était la suivante : « Cy gist noble homme Barthélémy du Drac, trésorier des guerres du roy, qui trespassa l'an de grâce MCCCLXV, le XIIe jour de may. »

## Épouse et descendance
Marié avec Jeanne Odde dont il eut : 
- Jean du Drac, seigneur châtelain de la Baillie-lès-Amiens et de Champagne-sur-Oise, décédé le 04/01/1413, d'abord conseiller dès l'année 1391, puis président du parlement de Paris (11 avril 1410), marié avec Jacqueline, vicomtesse d’Aÿ, décédée le 8 juin 1404 à Paris[1].
- Berthelot du Drac (qui fut en procès avec son frère Jean ; Berthelot l'attaqua à la dague, et Jean répondit au couteau.)[10]